# ファーストサマーウイカ
ファーストサマーウイカ（First Summer Uika、1990年〈平成2年〉6月4日 - ）は日本のタレント・女優・歌手。元アイドル。旧芸名は初夏（ういか）。
劇団レトルト内閣の一員であり、芸能事務所キューブがマネジメントする。所属レーベルはユニバーサルJ。かつてはBILLIE IDLE®とBiSの一員として活動した。愛称は「ウイぽん」や「ファッサマ」など。

## 略歴

### 生い立ち〜劇団員
大阪の京橋に生まれ、中学時代に吹奏楽部で打楽器を担当したことをきっかけにドラムを始め、高校時代はロックバンドを組んで活動した。高校卒業後の進路選択時、小学校の卒業文集で記した声優の夢を思い出して専門学校へ通うが1年で退学する。バンド以外の活動を模索し、ドラムスはライブでステージの前へ出ていけないことから「自由に動き回れる役者さんっていいな」と演劇を志す。
「大阪+劇団」と検索して上位に表示された劇団のオーディションなどに応募を重ね、2009年に「RETORUTO AUDITION 2009」を経て劇団レトルト内閣に入団して10月2日に『哀願ソワレ 〜ハーフビューティな彼女に愛の薔薇一票〜』で女優となり、以後は本名の「初夏（ういか）」で5年間活動する。
派遣OLやアルバイトで生活費を稼ぎつつ、勤務を定時で終えて稽古場へ向かい、関西を中心に東京へ遠征するなど小劇場の舞台で経験を積む。2012年秋に上演された音楽劇『ファンファーレ』へ出演し、公演先の東京で友人ができたことをきっかけに「いろんなところでやってみたい」「役者をやるなら一度くらいは東京へ出てみたい」と考え、仕事も所属先もないまま2013年5月に上京する。上京後も劇団の一員として公演の「アフタートークイベント」やグッズ販売に参加している。
上京前の2012年から2013年に撮影された映画『月震のかずみ』で主演し、2014年8月17日の完成披露試写会で「初夏」と名乗った。監督した金子陽介は「『すごい子がいる。将来大きくなるからぜひ』と共通の知人を介しての紹介だった」と語る。

### 音楽活動
上京直後に音楽劇『ファンファーレ』で共演した村田シゲ（□□□）のUstream番組を視聴し、興味を持っていた女性アイドルグループBiSのオーディション開催をTwitterで見て応募して合格し、2013年5月26日にBiSへ加入して「ファーストサマーウイカ」を芸名とする。「アイドルに憧れも興味もなかった」が「破天荒なアイドルだったので、逆に性に合っていた」。2014年7月8日にBiSが解散して女優を志すが「もう一回グループでやってみないか」とプロデューサーのNIGOから誘われ、元BiSのヒラノノゾミ、オーディションで合格したモモセモモとヤスイユウヒ、らと音楽グループBILLIE IDLE®を2015年1月に結成して2019年12月28日の解散まで活動した。
以後は音楽活動に並行して2016年から女優「ファーストサマーウイカ」として舞台や映像作品で活動し、2017年4月から芸能事務所キューブに所属する。
2021年2月22日、配信シングル『カメレオン』でソロデビュー。作詞・作曲を阿部真央が手掛けた。同年6月4日にはお笑い芸人と並行して音楽活動も行っている霜降り明星・粗品が作詞・作曲を手掛けた配信シングル『帰り花のオリオン』をリリース。同曲は東海テレビ・フジテレビ系全国ネット「オトナの土ドラ」シリーズ『＃コールドゲーム』の主題歌に決定した。
2022年3月8日、自身が主演を務めるBSテレ東系ドラマ『私のエレガンス』の主題歌として新曲『Open the Door』が起用された。楽曲の作詞および作編曲は布袋寅泰が担当。『Open the Door』は同年4月2日に配信リリースされる予定。

### ブレイク
2019年1月放送の『女が女に怒る夜』（日本テレビ）に、初めて挑んだバラエティ番組のオーディションを経て出演し、以後「3つのキーワードでウイカをイメージさせたら勝ち」とセルフプロデュースした「宝塚ヘア」「コテコテ関西弁」「毒舌」のミスマッチキャラクターがバラエティ番組で一気に人気を博し、「2019年下半期・急上昇テレビ番組出演ランキング＜フレッシュ平成世代＞」で1位となるなど「次世代バラエティークイーン」として脚光を浴びる。7月期放送の連続ドラマ『凪のお暇』（TBS）に初めてレギュラー出演し、9月にファミリーマート「お母さん食堂」のCMで香取慎吾と共演し、11月に『オールナイトニッポン0(ZERO)』（ニッポン放送）で念願の単独パーソナリティを務め、12月に映画『ジュマンジ/ネクスト・レベル』でミン・フリートフットの吹替えを担当して小学生時分に夢見た声優を務める。
前年の特番の反響を受け、2020年4月期から月曜日に『ファーストサマーウイカのオールナイトニッポン0(ZERO)』が始まり、3月31日（30日深夜）に初回が放送された。9月期放送の連続ドラマ、『おカネの切れ目が恋のはじまり』（TBS）に鴨志田芽衣子役でレギュラー出演し、10月からは劇団ひとり、DJ松永(Creepy Nuts)と共にMCを務める『「任意同行」願えますか？』（YTV）が10回限定でレギュラー放送された。大晦日には、『ももいろ歌合戦』（BS日テレ・ニッポン放送・AbemaTV）へ初出場。
2021年1月18日より、連続テレビ小説『おちょやん』（NHK総合）にミカ本田役で出演。
2024年、『光る君へ』に ききょう/清少納言役で出演し、NHK大河ドラマ初出演。同年、「GQ MEN OF THE YEAR 2024」ブレイクスルー・エンターテイナー賞を受賞。

### 私生活
「今後どこからか自分発信ではない形で、私ごとが公になることがあるかもしれない。それならば、応援してくださる皆様に自分の言葉でしっかりお伝えしておきたい」として「一般男性と2015年に結婚していた」と自分のTwitter・Instagramへ2020年1月1日に投稿している。

## 人物
- 「6月4日（初夏）に生まれたので初夏（ういか）と命名された」と発言[36]。
- 「血液型はB型[4]・バストカップはD65」とInstagramで公表した。
- 芸名の由来は、大阪の劇団時代に本名の「初夏」で活動していたが、ネット検索に引っかかりにくいことに悩んでいた。その後、上京してBiSに加入する際に既存メンバー名がカタカナ表記に統一されているため芸名を変更する流れになる。「初夏を横文字にしよう」「この世にまだ存在していない言葉がいい」と（初夏の）英訳「アーリーサマー」ではなく直訳した「ファーストサマー」をネット検索したら全くヒットしなかったため、「ファーストサマーという言葉が今後ネットにヒットしたら『全て私の功績』と認識できる」「SEO対策になる」と思い、「寺門ジモン」のような重複名称の方が更に印象的になると考え、「ファーストサマーウイカ」と自ら命名した。表記「ウイカ」を重視しており、「ウィカ」とSNSなどに誤記されると、修正を要請している[7]。
- 先述の通り、吹奏楽部に所属していた中学2年の時、『1億人の大質問!?笑ってコラえて!』（日本テレビ）2004年8月4日放送分の同番組の企画「吹奏楽の旅」で、所属していた吹奏楽部が取り上げられた際、眼鏡をかけドラムを担当する姿が映像に映っていたのがテレビ初出演[37]。当時から10年ほど嗜んだドラム[4]を特技とし、BiSで「太鼓持ち担当」[7]となる。
- 飲み歩き、体験レッスン、買い物、一人喫茶店[4]などに加え、アダルトビデオ鑑賞が趣味で特にFANZAを好んで定期的に視聴し[38]、吉沢明歩のファンと自称している。
- くっきー！（野性爆弾）による肉糞亭一門の門下生で、肉糞亭恥骨子と命名されている。
- 大阪・京橋出身[39]と自ら語っており、アクが強い関西弁を話す。ただし、BiS、BILLIE IDLE®当時は標準語を話しており、後のバラエティ番組やドラマやCMなどは、TPO、シーンによって標準語と関西弁を使い分ける。
- 水代わりに飲むコーラの摂取量が多く、テレビ番組内で医師が「シュガー ジャンキー」と称した。
- 時代劇に出演するためにピアスを付けるための穴（ピアスホール）を耳に開けていないほか、『光る君へ』への出演を前に眼内コンタクトレンズを目に挿入するICL手術を受けたことをバラエティ番組にて明かしている[40]。
- ファッションデザイナーの石津謙介は曽祖伯父（祖母の伯父）[1]、フリーアナウンサーの上柳昌彦は遠戚に当たる[2][3]。
- 織田裕二から「ショカショカちゃん」と呼ばれる[41]。

## 作品

### 配信シングル
|     | 発売日        | タイトル         | 規格 | 備考                                                                        | 収録アルバム |
| --- | ------------- | ---------------- | ---- | --------------------------------------------------------------------------- | ------------ |
| 1st | 2021年2月22日 | カメレオン       | 配信 | 日本テレビ系『バズリズム02』2021年2月オープニングテーマ                     |              |
| 2nd | 2021年6月4日  | 帰り花のオリオン | 配信 | 東海テレビ・フジテレビ系全国ネット オトナの土ドラ『＃コールドゲーム』主題歌 |              |
| 3rd | 2022年4月2日  | Open the Door    | 配信 | BSテレ東系ドラマ『私のエレガンス』主題歌                                    |              |

### 参加作品
- らぶ地球 feat.ファーストサマーウイカ - 豆柴の大群の配信シングルに参加。

### 未発売
- 木梨憲武「優柔不断 feat.所ジョージ, ファーストサマーウイカ」 - 木梨憲武の楽曲に参加。

## 出演

### 舞台
初夏名義
- 劇団レトルト内閣公演
  - 哀願ソワレ 〜ハーフビューティな彼女に愛の薔薇一票〜（2009年）
  - 絶叫ソング 〜あなたと私と言い訳人生〜（2010年7月30日 - 8月1日） - 関原 役
  - さらばアイドル、君の放つ光線ゆえに（2011年2月18日 - 20日）
  - 猿とドレス〜誰カガワタシヲ盗作スル〜（2011年9月16日 - 18日）
  - 金色夜叉オルタナティブ（2012年6月15日 - 17日） - お宮 役
  - エレガンスROCK 倦怠アヴァンチュール（2013年2月1日 - 3日）
- 外部公演
  - 油小路の八人（2010年1月、演劇集団よろずや）
  - 青眉のひと（2010年10月、演劇集団よろずや）
  - 夏嵐〜げらん〜（2011年11月11日 - 13日、激富/GEKITONG）
  - SANTA×CROSS（2011年12月2日 - 4日、劇団SE・TSU・NA） - クローチェ 役
  - 洗礼者の接吻（2012年4月、バンタムクラスステージ）
  - 音楽劇『ファンファーレ』（2012年9月28日 - 10月14日、東京/10月20日・21日、三重/10月26日・27日、高知/11月3日・4日、水戸） - ファーレ2号 役

ファーストサマーウイカ名義
- 家がわらってる（2016年5月3日 - 8日） - カキウチミサト 役
- オタッカーズ・ハイ（2016年6月7日 - 19日） - 伊藤杏奈 役
- ESORA（2016年9月8日 - 15日） - キャスリン・ノーラン 役
- 月刊根本宗子第14号『スーパーストライク』（2017年10月12日 - 25日）
- 劇団鹿殺し『パレード旅団』（2017年12月14日・15日） - 日替わりゲスト
- KERA CROSS『カメレオンズ・リップ』（2021年4月4日・5日、4月14日 - 26日ほか） - ガラ・トメート 役

### 映画
- 月震のかずみ（2014年公開） - 主演[注 1][12][14]
- 約束の時間（2019年公開） - キョウコ 役
- 地獄の花園（2021年公開） - 進藤楓 役
- 私はいったい、何と闘っているのか（2021年12月17日公開）[42][43]
- 炎上する君（2023年8月4日公開） - 浜中 役[44]
- 禁じられた遊び（2023年9月8日公開） - 伊原美雪 役[45]
- 花まんま（2025年4月25日公開） - 三好駒子 役[46][47]

### テレビドラマ
- 沈黙法廷 第1話（2017年9月24日、WOWOW）
- 凪のお暇（2019年7月19日 - 9月20日、TBS） ※1話ごとに異なる役柄でレギュラー出演[23][48]
  - 第1話：ヤオアニの店員・ともみ
  - 第2話：開運商法の女・真田さん
  - 第3話：婚活パーティーの司会を務めるフリーアナウンサー・海老原ひろ美
  - 第4話：クラブのギャル・reina
  - 第5話：ドリームランナーズのOL・中岡さつき
  - 第6話：KONARYのOL・舞度照子
  - 第7話：シゲタデンキの担当者・真多照代
  - 第8話：宅配業者・高井希美
  - 第9話：慎二の親戚・はるか
  - 第10話：社員・荻野奈まとい
- おカネの切れ目が恋のはじまり（2020年9月15日 - 10月6日、TBS） - 鴨志田芽衣子 役[49]
- 連続テレビ小説「おちょやん」（2021年、NHK総合） - ミカ本田 役[50][51]
- バンクオーバー!〜史上最弱の強盗〜（2021年9月19日・26日、日本テレビ） - 前島マイ 役[52]
- 恋です！〜ヤンキー君と白杖ガール〜（2021年10月6日 - 12月15日、日本テレビ） - 橙野茜 役[53]
- 東京、愛だの、恋だの 第6話（2021年12月31日、テレビ東京） - 大森すみれ 役[54][注 2]
- 99.9-刑事専門弁護士- 完全新作SP新たな出会い篇（2021年12月29日、TBS） - 本田紗子 役
- 鹿楓堂よついろ日和 第1話・第2話（2022年1月15日・22日、テレビ朝日） - 桜田つばさ 役[55]
- 家出娘（2022年3月22日、NHK総合） - 湯浅和歌子 役
- 私のエレガンス（2022年4月2日 - 5月7日、BSテレビ東京） - 主演・薬師寺桃子 役[56]
- ナンバMG5 第2話・第9話（2022年4月27日・6月15日、フジテレビ） - 切山カズミ 役[57]
- ファーストペンギン!（2022年10月5日 - 12月7日、日本テレビ） - 重森梨花 役[58]
- 超人間要塞ヒロシ戦記（2023年2月13日 - 3月16日、NHK総合） - 姫 役[59]
- unknown（2023年4月18日 - 6月13日、テレビ朝日） - 五十嵐まつり 役[60]
- シッコウ!!〜犬と私と執行官〜（2023年7月4日 - 9月12日、テレビ朝日） - 由比千尋 役[61]
- 警視庁追跡捜査係-交錯-（2023年8月7日、テレビ東京） - 三井さやか 役[62]
- リビングの松永さん 第2話（2024年1月16日、関西テレビ・フジテレビ） - 三枝美樹 役[63]
- 大河ドラマ 光る君へ 第6回 ・第7回・第14回 - 最終回（2024年2月11日・18日・4月7日 - 12月15日、NHK総合） - ききょう / 清少納言 役[64][65]
- 不適切にもほどがある! 第6話・第7話・第9話・最終話（2024年3月1日・8日・22日・29日、TBS） - 羽村由貴 役[66]
- フォレスト（2025年1月12日 - 3月2日、朝日放送テレビ・テレビ朝日） - 水原真琴 役[67]
- 19番目のカルテ（2025年7月13日 - 、TBS） - 茶屋坂心 役[68]
- 架空名作劇場 人情刑事 呉村安太郎「殺人フードデリバリー!団地妻の秘密」（2025年8月12日、テレビ東京） - 根岸つぐみ 役[69]

### テレビアニメ
- おじゃる丸（2024年、NHK Eテレ） - お姫さま、ききょう / 清少納言 役

### 劇場アニメ
- 100日間生きたワニ（2021年公開） - イヌ 役[70]

### 吹き替え
- ジュマンジ/ネクスト・レベル（2019年公開） - ミン・フリートフット 役（オークワフィナ）[26][27]
- ザ・スーサイド・スクワッド “極”悪党、集結（2021年公開） - ソル・ソリア 役（アリシー・ブラガ）[71]
- バッドガイズ（2022年公開） - タランチュラ 役[72]
- ブラックアダム（2022年公開） - インターホン声 役[73]

### ドキュメンタリー
- ザ・ノンフィクション（フジテレビ）- ナレーション
  - 「お父さんと13人の子ども」（2020年7月12日・19日）

### バラエティ番組

#### 現在のレギュラー出演番組
- 不可避研究中（2020年2月28日 - 、NHK総合） - MC
- 上田と女が吠える夜（2022年4月6日 - 、日本テレビ）[注 3]
- トークィーンズ（2022時4月7日 - 、フジテレビ）
- 超音波（2022年4月30日 - 、テレビ東京）[74] - MC

#### 過去のレギュラー出演番組
- お願いランキング・太田伯山ウイカのはなつまみ（2020年9月16日 - 2021年9月22日、テレビ朝日）- MC
- トリニクって何の肉!?（朝日放送テレビ） - 解答者として不定期出演
- 「任意同行」願えますか?（2020年10月1日 - 12月3日、2021年10月2日 - 12月18日、読売テレビ） - MC
- 考えすぎちゃん ON TV〜ワンクールだけの大冒険〜（2021年10月7日 - 12月24日、テレビ東京）[75] - MC

#### 特別番組
- 有吉と採点したがる女たち（TBS）
- ものまね王座決定戦（フジテレビ）
- 爆笑そっくりものまね紅白歌合戦スペシャル（フジテレビ）[76]
- まっちゃんねる（フジテレビ）- 「女子メンタル」コーナーに出演。
- 中国地方推し!@okayama 『アイビーでいこう 〜石津謙介 生誕110年〜』（2021年12月10日、NHK岡山）[77][78]
- 第24回わが心の大阪メロディー（2024年11月5日、NHK大阪） - 司会。
- Google Pixel presents ANOTHER SKY（2025年6月21日、日本テレビ）- メインゲスト（訪問地：タイ・バンコク）[79]

### ラジオドラマ
- FMシアター「極楽プリズン」（2020年1月11日、NHK-FM） - 明日香 役[80]
- 百田夏菜子とラジオドラマのせかい（2021年6月4日 - 25日、ニッポン放送） - マンスリーゲスト[81]
- FMシアター「がんばれ！ギャル鵜匠」（2022年7月9日、NHK-FM） - ダラちゃん(鵜) 役[82]

### ラジオ
- Tresen （2018年4月5日 -2023年3月30日 - 、FMヨコハマ ） - 木曜日レギュラーDJ
- DIG GIG TOKYO!（2019年5月 - 、TOKYO FM）
- ファーストサマーウイカのオールナイトニッポン0(ZERO)（2019年11月17日[25]、2020年3月31日（30日深夜） - [28][29][30]、ニッポン放送）
- ゲーム音楽解体新書(2022年8月14日、NHK-FM)

### インターネット配信
- 考えすぎちゃん（2020年9月7日 - 、Paravi）[83] - MC
- ドキュメンタル番外編 女子メンタルfromまっちゃんねる（2021年、Amazonプライム・ビデオ）- シーズン1、シーズン2出演
- 喋ってお焚き上げ（2022年6月17日 - 、Paravi）[84] - MC

### CM
- ミツカン「〆野さん」
  - 「鶏だし生姜鍋つゆ」『〆野さん ちゃっかり〆チェン篇』（2018年10月12日）
  - 「ごま豆乳鍋つゆ」『〆野さん スイーツ風〆チェン篇』（2018年11月2日）[85]
- ファミリーマート お母さん食堂 『慎吾母のお母さん食堂 涙の味篇』（2019年9月24日より公開）[24]
- ワコール 「エアリーソフトブラ」（2020年8月4日 - ）※イメージモデル[86]
- 金鳥「ゴンゴン」『ダニが言ってた篇』（2020年9月 - ）[87]
- ニベア花王「ニベアフェイスウォッシュ」『ニベア 肌ととのえ洗顔』（2020年10月 - ） ※イメージキャラクター[88]
- DMMブックス「ダンゼンおトク」篇（2022年8月5日 - ） - 応援団長[89]
- さとふる 「定期便」篇、「驚きのゲスト」篇、「運命の日」篇（2022年9月17日 - ）[90]
- 日本郵政
  - 「ご近所散歩中・進化する郵便」篇、「ご近所散歩中・進化する銀行」篇、「ご近所散歩中・進化する保険」篇 （2023年10月3日 - ）[91]
  - 「ご近所散歩中・社長へのプレゼン」篇（2024年1月15日 - ）[92]

### ゲーム
- 龍が如く7外伝 名を消した男（2023年11月9日、PlayStation 5 PlayStation 4 Xbox Series X/S Xbox One Steam Windows） - 赤目 役
- 龍が如く8外伝 Pirates in Hawaii（2025年2月28日、PlayStation 5 PlayStation 4 Xbox Series X/S Xbox One Steam） - ノア・リッチ 役[93]